# Ricinolzuur
Ricinolzuur is een enkelvoudig onverzadigd omega-9-vetzuur. Het komt, in triglyceridevorm, voor in wonderolie. Ongeveer 90% van het vetzuurgehalte van wonderolie is ricinolzuur.

## Productie
Ricinolzuur kan uit wonderolie gewonnen worden. De eenvoudigste manier is de hydrolyse van wonderolie, gevolgd door verzeping of fractionele destillatie van de gehydrolyseerde wonderolie.

## Toepassingen
Ricinolzuur wordt gebruikt in cosmetica, bijvoorbeeld in zepen. Het zorgt voor een luchtig en stabiel schuim.
Het zinkzout van ricinolzuur, zinkricinoleaat, wordt onder meer in deodorant gebruikt.  Het is een geurabsorberende stof omdat het zich chemisch kan binden aan zwavel- of stikstofhoudende reukintensieve stoffen als mercaptanen, thio-ethers of amines.
Ricinolzuur is ook een geschikte grondstof voor estolides, dit zijn polyesters die als biologisch afbreekbare smeermiddelen inzetbaar zijn.